# Gymnelia flavitarsis
Gymnelia flavitarsis là một loài bướm đêm thuộc phân họ Arctiinae, họ Erebidae.